# PERI

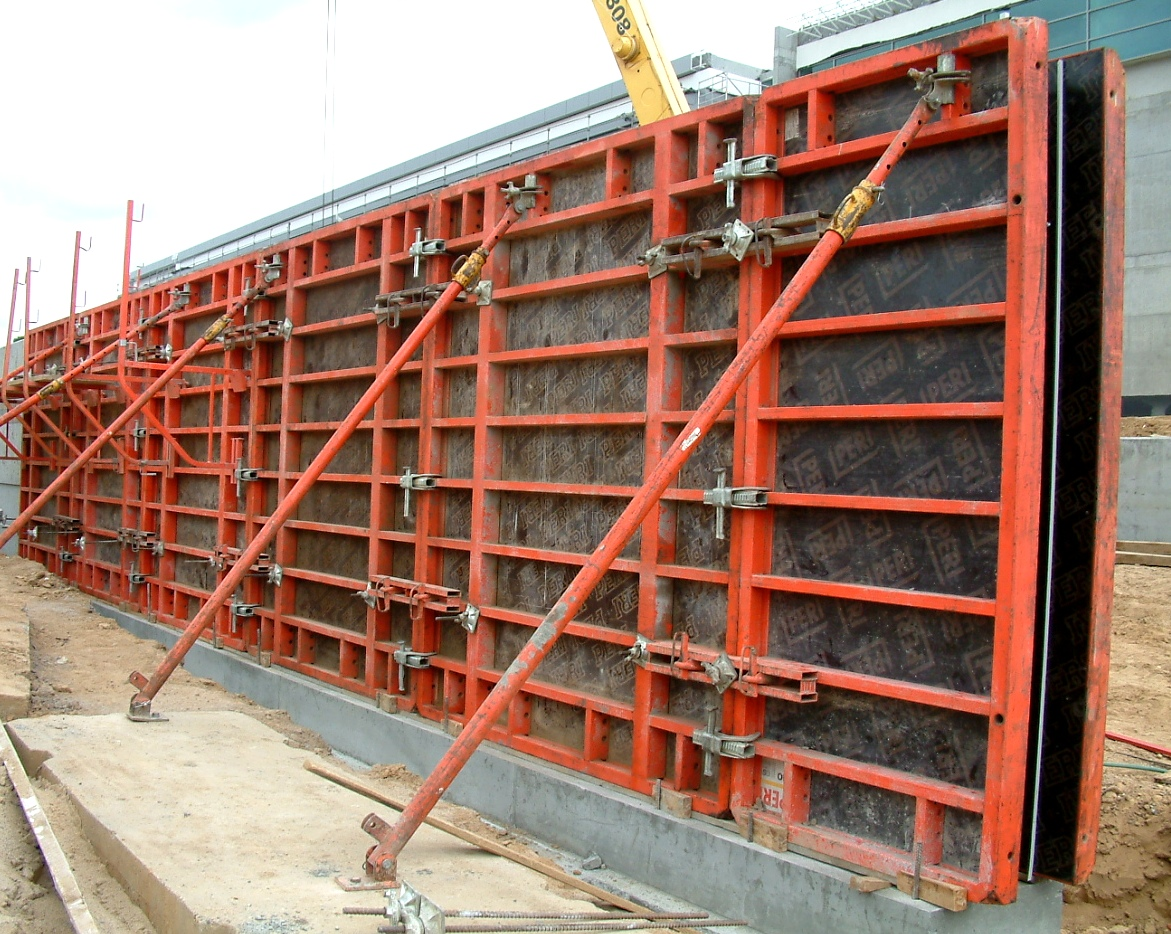
Rámové bednění firmy PERI

PERI GmbH je německá firma založená v roce 1969. patří k největším výrobcům a prodejcům bednění a lešení.
Od vzniku v roce 1969 sídlí její centrála, vývoj a výroba ve Weißenhornu u Ulmu. Celosvětově zaměstnává PERI kolem 8100 lidí ve více než 60 dceřiných společnostech a 130 pobočkách. V roce 2016 dosáhla obratu 1,333 miliard Euro.

## Historie
Firmu PERI založili ve Weißenhornu u Ulmu v roce 1969 Artur († 2009) a Christl Schwörer.  Prvním výrobkem byl dřevěný příhradový nosník T 70 V, který měl velkou únosnost a patentovaný lepený styčník. O tři roky později otevřela firma PERI pobočky v Hamburku a Stuttgartu. V následujících letech byly založeny dceřiné společnosti také v zahraničí. V roce 1985 přišel na trh systém rámového bednění a v roce 1989 samošplhavé bednění ACS (Automatic climbing systém). V roce 1992 následovalo stropní bednění a 1998 systém lešení.

## Výrobní program
K výrobkům patří bednicí nosníky, rámová i nosníková stěnová bednění, bednění sloupů, stropní bednění, lešení pro překládané bednění, lávkové systémy, samošplhavé bednění, podpěrné lešení, stropní stojky, stabilizátory, bednicí desky, opěrné rámy pro jednostranné bednění, kotevní systémy. Dále firma PERI nabízí služby, software a školení.

## Projekty
K největším stavbám, kde byly použity systémy PERI patří:
- Propojení Dánska se Švédskem tunel Öresund – bednicí forma pro monolitický tunel
- Dálniční viadukt de Millau, Francie – bednění nejvyšší mostní pilíře na světě s výškou do 245 m
- Muzeum Mercedes-Benz - bednění rovněž pro pohledový beton
- Mega most, Bangkok, Thajsko - bednění pro mostní pilíře s výškou 170 m
- Turning Torso, Malmö, Švédsko – bednění pro věžový dům španělského architekta Santiago Calatravy
- Torre Agbar, Barcelona Španělsko – 142 m vysoký mrakodrap
- Trump World Tower, New York – samošplhavé bednění na fasádních stěnách
- Mrakodrap Uptown München, Mnichov – samošplhavé bednění jádra a bednění stropů